# مارتن ديفيز (كاتب)
مارتن ديفيز (بالإنجليزية: Martin Davies)‏ هو كاتب بريطاني، ولد في 1965.